# Pottermore
Pottermore – strona internetowa autorstwa J.K. Rowling, opracowana przez TH_NK przy współpracy Sony. Strona ta, według Rowling, posłuży jako stały kącik on-line dla czarodziejskiego świata serii Harry Potter.
22 września 2015 roku, strona Pottermore została całkowicie zmieniona. Tym samym atrakcje takie jak Puchar Domów oraz dawne artykuły, zostały usunięte. Ponowna możliwość logowania została przywrócona na stronę 28 stycznia 2016 roku.
Na stronie znajduje się wiele przemyśleń J.K. Rowling, kilka stron tekstu, które nie były zawarte w powieściach, podstrona, na której można kupić e-booki i audiobooki siedmiu książek o Harrym Potterze, a także ponad 18 000 słów zawartości dodatkowej.
Rejestracja na ograniczoną wersję beta rozpoczęła się 31 lipca 2011 roku (w urodziny zarówno J.K. Rowling, jak i jej bohatera Harry’ego Pottera) dla pierwszego miliona fanów, którzy ukończyli wyzwanie „The Magical Quill” (pol. „Magiczne Pióro”) i zarejestrowali się. Strona oficjalnie ruszyła w dniu 14 kwietnia 2012. Jak dotąd interaktywne doświadczenie ze światem z powieści pisarki jest dostępne dla książek: Harry Potter i Kamień Filozoficzny, Harry Potter i Komnata Tajemnic, Harry Potter i więzień Azkabanu (15 rozdziałów do 10 kwietnia 2013 r. i całość od 1 sierpnia 2013 r.), Harry Potter i Czara Ognia (całość od 31 lipca 2014 r.) oraz Harry Potter i Insygnia Śmierci (od 23 czerwca 2015 r.).
1 sierpnia 2013, wraz z udostępnieniem ostatnich rozdziałów książki Harry Potter i więzień Azkabanu zmieniła się oprawa graficzna strony.
W 2019 roku Pottermore zostało zastąpione przez WizardingWorld.

## Zawartość
Użytkownicy mogą brać udział w interaktywnym poznawaniu świata Harry’ego Pottera, poczynając od pierwszej książki Harry Potter i Kamień Filozoficzny. Użytkownicy mogą poruszać się po rozdziałach i „śledzić” przygody Harry’ego, a także zbierać przedmioty, takie jak składniki eliksirów, książki i galeony. Użytkownicy mogą również odwiedzić Ulicę Pokątną i jej sklepy, uczyć się czarów, pojedynkować się z innymi użytkownikami i tworzyć eliksiry. Uczniowie z różnych domów konkurują ze sobą o Puchar Domów poprzez zdobywanie punktów. Strona Pottermore jest nieodpłatna. Kupowanie audiobooków nie jest bezpośrednio związane z niczym innym zawartym na stronie.

### Warzenie eliksirów
Pottermore daje użytkownikom możliwość stworzenia własnych eliksirów w trzech różnych kociołkach (cynowym, mosiężnym i miedzianym), z których każdy warzy eliksiry inną prędkością. Ze składników kupionych na Ulicy Pokątnej lub znalezionych podczas eksplorowania poszczególnych rozdziałów, użytkownicy mogą stworzyć osiem różnych eliksirów, z których każdy jest nagradzany punktami jeśli wykonany poprawnie, lub nie, jeśli eliksir jest nieudany. Eliksiry dostępne do stworzenia: Antidotum na Znane Trucizny (ang. Antidote to Common Poisons), Lekarstwo na Czyraki (ang. Cure for Boils), Eliksir Zapomnienia (ang. Forgetfulness Potion), Herbicyd (ang. Herbicide), Wywar Nasenny (ang. Sleeping Draught), Eliksir Rozdymający (ang. Swelling Solution), Wideye or Awakening Potion i Eliksir Wielosokowy (ang. Polyjuice Potion).

### Zaklęcia
Użytkownicy mogli samodzielnie ćwiczyć „zaklęcia”, a później wykorzystać je przeciwko innym użytkownikom Pottermore w „Pojedynku Czarodziejów”. Istnieją trzy księgi zaklęć: Standardowa księga zaklęć (1 stopień) (ang. The Standard Book of Spells (Grade 1)), Ciemne moce: Poradnik samoobrony (ang. The Dark Forces: A Guide to Self-Protection) oraz, Przekleństwa i przeciwzaklęcia (ang. Curses and Counter-Curses). Zaklęcia dostępne dla użytkowników serwisu są następujące:
Standardowa księga zaklęć (1 stopień)
- Fire-Making Spell (Incendio)

Ciemne mocePoradnik samoobrony
- Curse of Bogies (Mucus Ad Nauseam)
- Knockback Jinx (Flipendo)

Przekleństwa i przeciwzaklęcia
- Full Body-Bind (Petrificus Totalus)
- Jelly-Legs Jinx (Locomotor Wibbly)
- Leg Locker Curse (Locomotor Mortis)
- Pimple Jinx (Furnunculus)
- Stickfast Hex (Colloshoo)
- Tickling Hex (Titillando)
- Tongue-Tying Spell (Mimble Wimble)

### Pojedynek Czarodziejów
Pojedynek Czarodziejów (ang. Wizard’s Duel) – każdy użytkownik Pottermore miał możliwość pojedynkowania się z innymi użytkownikami. Każdy mógł wybrać czar do rzucenia na przeciwnika, a zwycięzca był określany na podstawie oceny rzuconych czarów. Użytkownicy mogli ćwiczyć pojedynki z członkami należącymi do tego samego domu, co oni (nie przyznawało się wtedy punktów), ale do pojedynku mogli wyzwać członków innych domów. Zwycięzca otrzymywał pięć punktów dla swojego domu, natomiast przegrany otrzymywał zero punktów.

## Puchar Domów
Inauguracyjny Puchar Domów Pottermore przyznano w czwartek, 5 lipca 2012 roku, Slytherinowi. Jako część swojej nagrody za zdobycie Pucharu, użytkownicy, którzy byli przydzieleni do Slytherinu w momencie przyznania Pucharu Domów będą mogli odkrywać pierwsze cztery rozdziały Harry’ego Pottera i Komnaty Tajemnic 24 godziny przed pozostałymi domami.
Drugi Puchar Domów Pottermore przyznano 21 listopada 2012 roku Gryffindorowi. Jako nagrodę członkowie Gryffindoru mogli pobrać oficjalną grafikę ich pokoju wspólnego.
Trzeci Puchar Domów Pottermore przyznano 25 kwietnia 2013 roku Slytherinowi, nagrodą jest wcześniejsza możliwość zdobycia odznaki Monstrose Magpies.
Czwarty Puchar Domów Pottermore przyznano 12 września 2013 roku Hufflepuffowi, gracze z tego domu mogli poznać pierwsze rozdziały czwartej części, Harry Potter i Czara Ognia, 24 godziny przed innymi graczami.
Piąty Puchar Domów przyznano 30 marca 2014 roku Ravenclawowi.
Szósty Puchar Domów przyznano 26 września 2014 roku Ravenclawowi.
Siódmy Puchar Domów przyznano 22 maja 2015 roku Slytherinowi.
Ósmy i ostatni Puchar Domów przyznano 9 września 2015 roku Hufflepuffowi.

## Historia
Strona Pottermore była w rozwoju przez dwa lata od momentu jej zarejestrowania w kwietniu 2009 roku. Strona Melissy Anelli The Leaky Cauldron była zaangażowana w projekt od października 2009 roku. 15 czerwca 2011, różne fanowskie witryny o serii Harry Potter, w tym The Leaky Cauldron, MuggleNet i HPANA zaczęły podawać współrzędne geograficzne do listów, które można było znaleźć na SecretStreetView.com – serwisie stworzonym przez Rowling, zawierającym Google Maps, ujawniały one litery, które zapowiadały nowy tytuł tajnego ogłoszenia pisarki. Strona ogłaszająca projekt pojawiła się w czerwcu 2011 roku. Strona linkowała do interaktywnego kanału YouTube zawierającego odliczanie. Rowling ujawniła kilka szczegółów o swojej nowej stronie za pośrednictwem YouTube w dniu 23 czerwca 2011.